# Affaire Moulin contre France
L'arrêt Mme France Moulin contre France du 23 novembre 2010 de la Cour européenne des droits de l'homme confirme la jurisprudence Medvedyev contre France du 29 mars 2010 relative à l'absence de statut d'« autorité judiciaire » du procureur de la République ce qui influe dans la procédure.

L'arrêt énonce qu'il y a eu violation de l'article 5 § 3 de la Convention car  : 
« les membres du ministère public, en France, ne remplissent pas l'exigence d'indépendance à l'égard de l'exécutif, qui, selon une jurisprudence constante, compte, au même titre que l'impartialité, parmi les garanties inhérentes à la notion autonome de « magistrat » au sens de l'article 5 § 3 »
— § 57 de l'arrêt
.